# Agonize
Agonize je heavy metal-sastav iz Tuzle.

## Povijest
Godine 1997. osnovao ga je gitarist Nedim Tinjić, koji ga je potom napustio da bi se posvetio klasičnoj glazbi. Godine 2002. sastav napušta pjevač Elvis Trakić, a na njegovo mjesto dolazi Adnan Hatić, koji je i ujedno došao nakon Tinjićeva odlaska. Nakon 11 godina Stevanović je 2008. napustio sastav. Jednu je godinu basist bio Zoran Stjepić, nakon kojeg basistom 2010. postaje Haris Hasančević. Skupina je održala tristotinjak koncerata i sudjelovala je na dvjema turnejama – jednu je održala s Obscurom, a drugu s Bloody Signom. Treća turneja po Brazilu otpala je zbog više razloga. Skupina je svirala u više od desetak država. Za pjesmu "Perfect Day" s EP-a The Fever snimljen je glazbeni spot.

## Članovi
Sadašnja postava
- Tihomil Grgić – bubnjevi (1997. – danas)
- Adnan Hatić – gitara (1999. – danas), vokali (2002. – danas)
- Haris Hasančević – bas-gitara (2010. – danas)

Bivši članovi
- Dario Stevanović – bas-gitara (1997. – 2008.)
- Anton Grgić – gitara (1997. – 2008.)
- Nedim Tinjić – vokal, gitara (1997. – 1998.)
- Elvis Trakić – vokal (1998. – 2002.)
- Zoran Stjepić – bas-gitara (2009. – 2010.)

## Diskografija
Studijski albumi
- The Chosen One (2000.)
- When Memory Dies (2004.)

## Vanjske poveznice
- MySpace
- Discogs